# 太平洋站
太平洋站位于中华人民共和国湖北省武汉市硚口区，是武汉地铁1号线的地铁车站。

## 车站构造
车站位于解放大道与沿河大道之间的汉西路上，沿汉西路布置。
车站为高架三层侧式站台，地面为汉西路主干道，上二层为车站站厅房屋。

### 楼层分布
| 地上三层 | 侧式站台，右侧开门 | 侧式站台，右侧开门         | 侧式站台，右侧开门 | 侧式站台，右侧开门 |
|          |                    | █ 1号线 往径河（宗关）     |                    |                    |
|          |                    | █ 1号线 往汉口北（硚口路） |                    |                    |
|          | 侧式站台，右侧开门 |                            |                    |                    |
| 地上二层 | 站厅               | 售票机、客服中心、聯外天橋 |                    |                    |
| 地面     |                    | 出入口                     |                    |                    |

### 车站出口
|                                                 |      |      |  |
| 出口編號                                        | 設施 | 照片 |  |
| B                                               |      |      |  |
| 注： 設有升降機 \| 設有輪椅升降台 \| 設有洗手間 |      |      |  |

## 历史
太平洋站得名于当地地名。在1949年以前，周边曾经开设过太平洋肥皂厂，当地居民简称这一带为“太平洋”。
太平洋站是武汉地铁1号线一期工程的站点之一，但是没有随一期通车一起开放。该站于2006年4月8日正式开通运营。

## 接驳交通

### 公汽
1、2、5、46、56、208、622、712

## 邻近地区
中国人民解放军海军工程大学、武汉市第26中学、武汉市第63中学、武汉同济来福康医院

### 内部链接
- 武汉地铁车站列表